# Phyllonorycter adenocarpi
Phyllonorycter adenocarpi là một loài bướm đêm thuộc họ Gracillariidae. Nó được tìm thấy ở Iberian Peninsula.
Sải cánh dài khoảng 8 mm. Con trưởng thành bay vào tháng 5 và tháng 8 làm hai đợt in miền tây Europe.
Ấu trùng ăn Adenocarpus hispanicus. Chúng cuộn lá làm tổ. 